# Пухівка

Пу́хівка — село в Україні, у Броварському районі Київської області. Населення становить 2167 осіб. Входить до Зазимської сільської територіальної громади.

## Історія

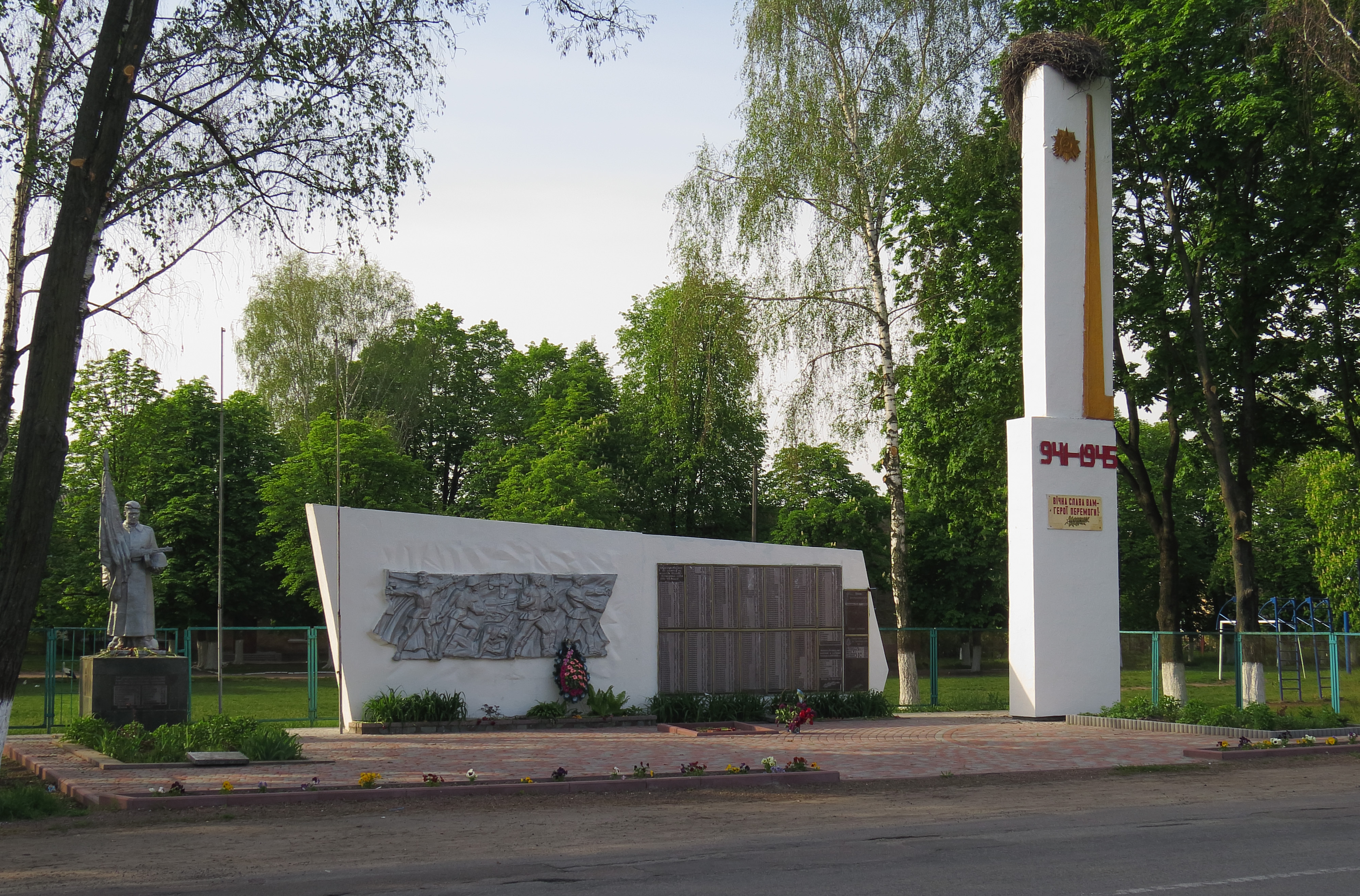
Братська могила воїнів Радянської Армії і пам'ятник воїнам-односельцям, село Пухівка

Жителі Пухівського городка (Пухова) вчинили опір татаро-монголам у 1240 р., за що городок було і знищено «в пух і прах». За іншою версією монахи тут тримали качок і гусей і уміло обробляли пух, який йшов на продаж та виготовлення пухових ковдр та подушок. Інша його назва — Деснянський городок, який був заснований князем Володимиром Великим ще у 980 р.

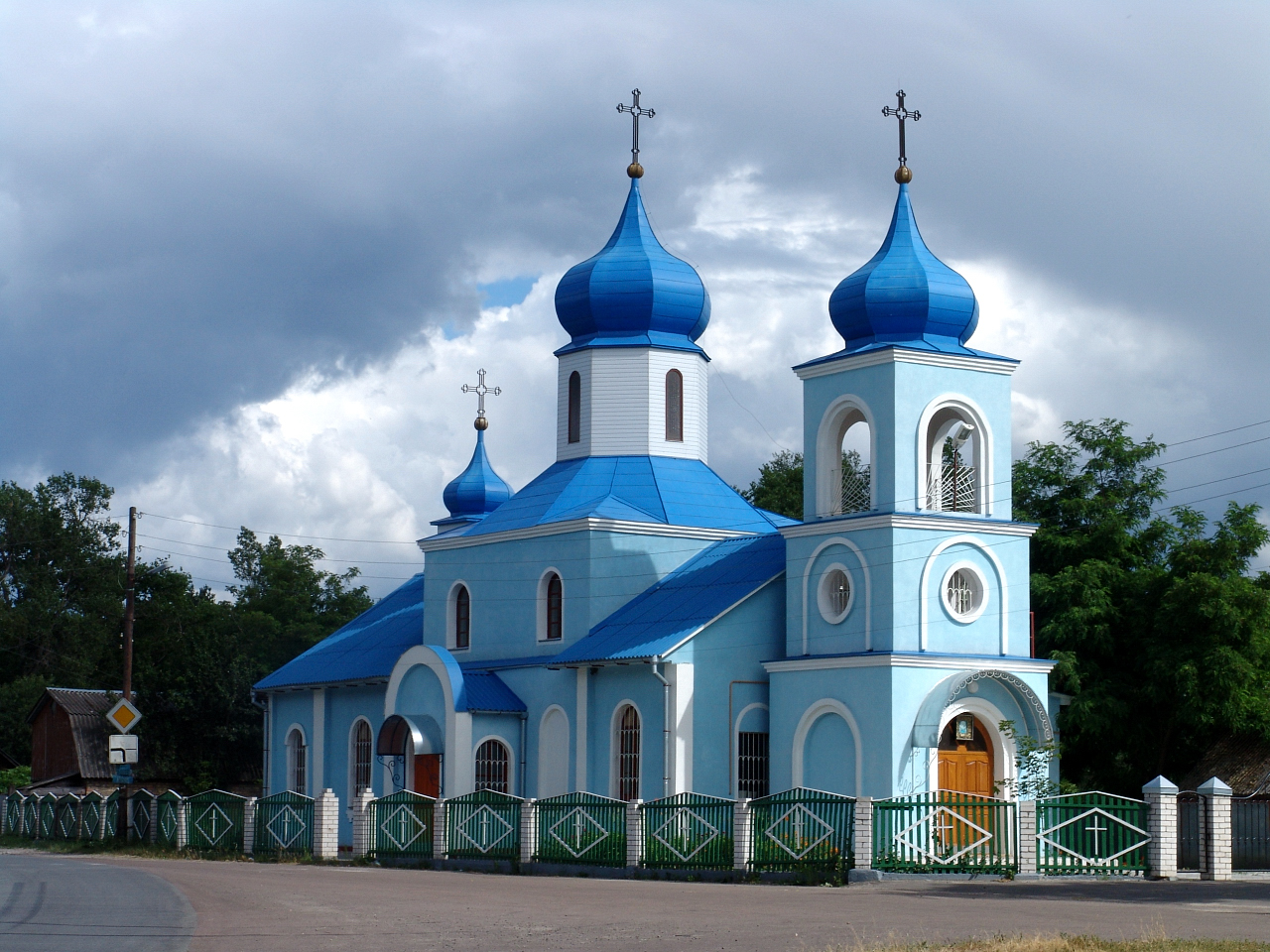
Покровська церква в селі Пухівка

Село має багату фольклорну і археологічну спадщину. Не раз воно руйнувалося річковими повенями, переносилось в інше місце.
У середні віки село відоме під назвою Комарівка, і було знищене польським військом у 1637 р. Село було монастирським, але адміністративно належало до Гоголівської сотні Київського полку.
З кінця XVIII ст., Пухівка увійшла до складу Остерського повіту Київського намісництва, пізніше у складі того ж повіту Чернігівської губернії.
За описом Київського намісництва 1781 року в Пухівці було 55 хат. За описом 1787 року в селі проживало 207 «казених людей».
14 жовтня 1808 р. в Пухівці відбулася важлива для прихожан села подія — відкрилася новозбудована церква Покрови Святої Богородиці.
В 1929 році у Пухівці у першу сільськогосподарську артіль об'єдналися 22 сім'ї. Артіль називалася «Рух», а згодом було створено ще дві артілі «Червона зірка» і «Ударник», а у 1932 р. усі три артілі об'єдналися в колгосп.
Під час радянського голодомору 1932-33 років, у Пухівці, від голоду померли десятки дітей та дорослих. Було встановлено прізвища 21 загиблого від голоду.
Під час німецько-радянської війни 276 юнаків і дівчат було вивезено до Німеччини на різну, часом непосильну працю. 23 вересня 1943 р. село було зайняте частинами Червоної армії, 80 % будинків було спалено.

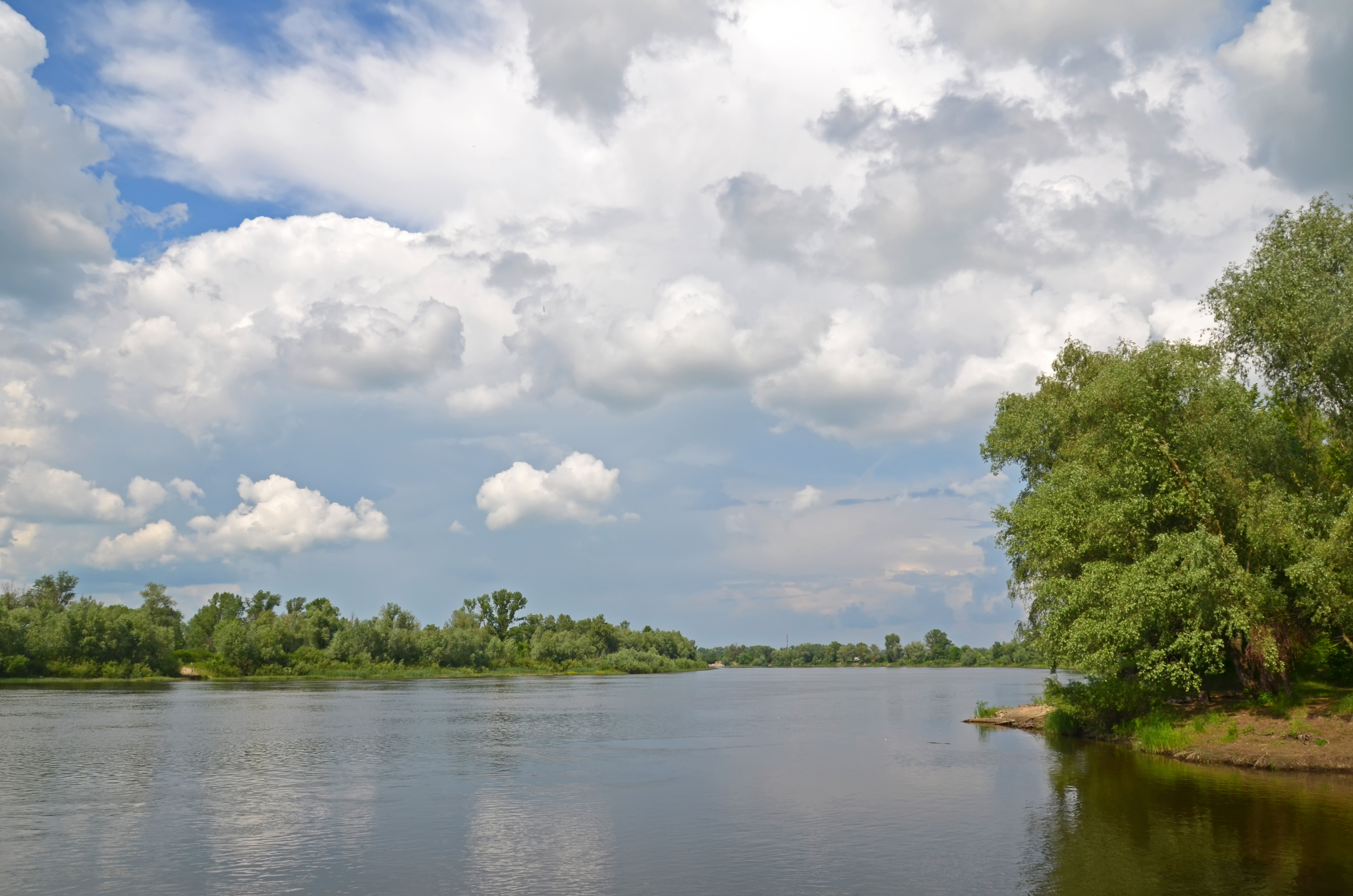
Десна біля Пухівки

У повоєнні роки пухівчани відновлювали село, було створено колгосп ім. Ватутіна, а потім реорганізовано в радгосп «Пухівський». В 1966 р. радгосп було перейменовано на «Пухівську птахофабрику». В той час в селі нараховувалося 774 двори з 2431 жителем, а в 1995 році «Пухівська птахофабрика» приєднується до Київської птахофабрики.
Нині[коли?] у селі проживає 2167 осіб.

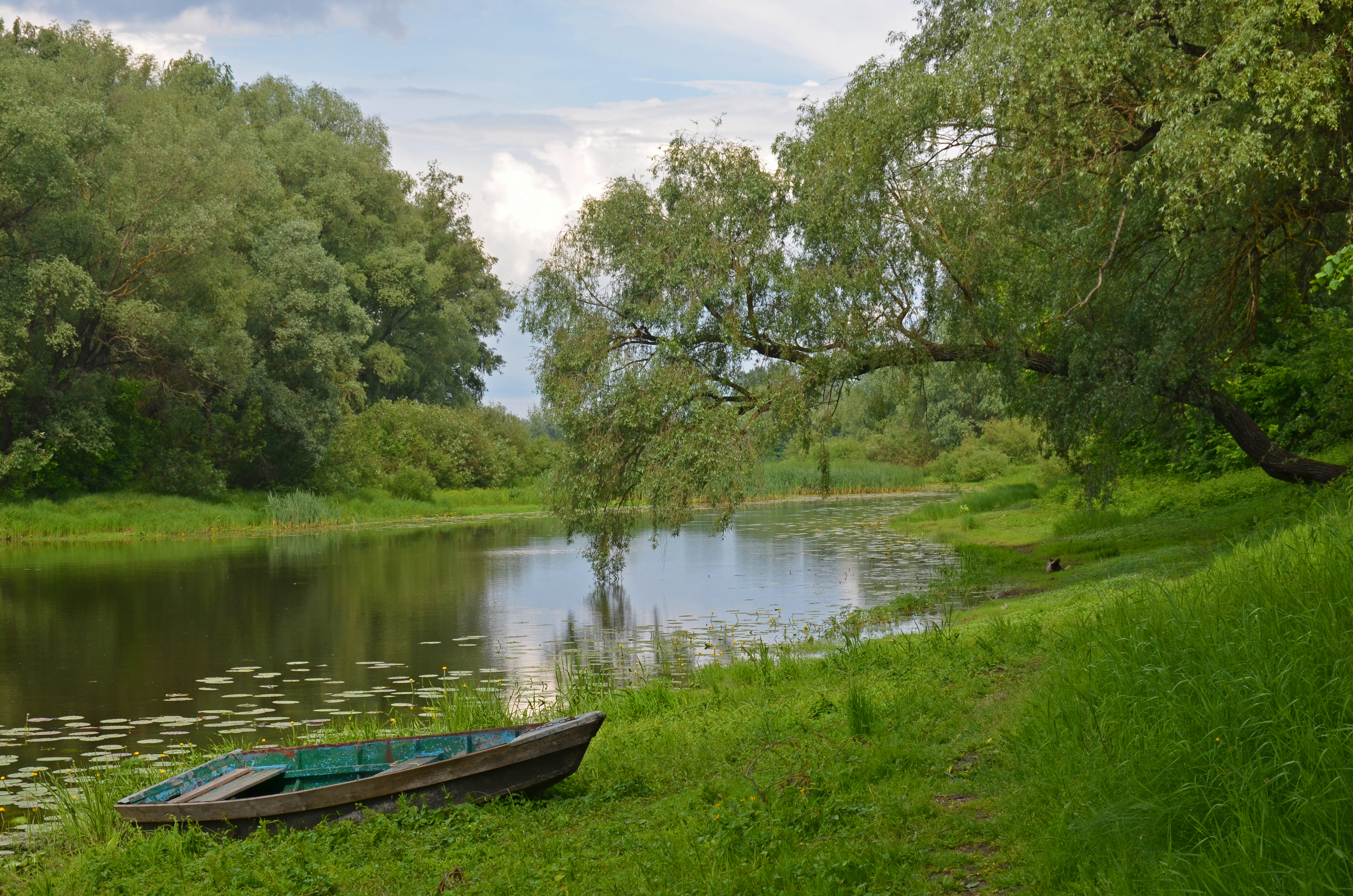
Озеро в Пухівці

Загальна площа землі в адмінмежах Пухівської сільської ради — 3148,4 га.

## Населення

### Мова
Розподіл населення за рідною мовою за даними перепису 2001 року:
| Мова            | Кількість | Відсоток |
| --------------- | --------- | -------- |
| українська      | 1914      | 95.89%   |
| російська       | 73        | 3.66%    |
| білоруська      | 5         | 0.25%    |
| інші/не вказали | 4         | 0.20%    |
| Усього          | 1996      | 100%     |

## Освіта
- Пухівська ЗОШ І-ІІІ ступенів

## Уродженці
- Загаєцька Олена Володимирівна (нар. 1948) — український мистецтвознавець.
- Микал Степан Федорович (1924—1973) — Герой Радянського Союзу.
- Холошвій Віра Дмитрівна (нар. 1955) — українська поетеса.
- Терещенко Віктор Кирилович (1936 -2025) - академік НААНУ.